# Жабинковский сельсовет
Жабинковский сельсовет — административная единица на территории Жабинковского района Брестской области Белоруссии. Административный центр — город Жабинка. Население — 993 человека (2019).

## История
Сельсовет образован 12 октября 1940 года. Центр — деревня Жабинка, которая 16 апреля 1952 года получила статус городского посёлка. Сельсовет был упразднён, населённые пункты подчинены Жабинковского поссовету. После получения статуса города 23 декабря 1970 года поссовет реорганизован в горсовет. 2 марта 1998 года сельсовет был восстановлен. 
22 декабря 1999 года в состав Жабинкого сельсовета включён населённый пункт Рачки, входивший ранее в состав Хмелевского сельсовета.
11 мая 2012 года в состав сельсовета включены некоторые населённые пункты упразднённого Яковчицкого сельсовета. 
В 2017 году деревни Здитово, Курпичи, Стеброво, Щеглики упразднены, территории включены в состав города Жабинка.

## Население
Население сельсовета согласно переписи 2009 года (12 населённых пунктов) — 1313 человек, из них 86,0 % — белорусы, 6,6 % — украинцы, 6,3 % — русские. В 2011 году количество дворов — 556, количество жителей — 1352. В 2019 году проживало 993 человека.

## Состав
Жабинковский сельсовет включает 13 населённых пунктов:
- Бобры — деревня
- Большие Яковчицы — агрогородок
- Залузье — деревня
- Зеленковщизна — деревня
- Нагораны — деревня
- Новосады — деревня
- Пантюхи — деревня
- Пруско — деревня
- Путища — деревня
- Пшенаи — деревня
- Рачки — деревня
- Салейки — деревня
- Сеньковичи — деревня

Упразднённые населённые пункты:
- Здитово — деревня
- Курпичи — деревня
- Стеброво — деревня
- Щеглики — деревня